# MZKT-7429
Der MZKT-7429 (russisch МЗКТ-7429) ist eine schwere Sattelzugmaschine mit Allradantrieb des belarussischen Herstellers Minski Sawod Koljosnych Tjagatschei (russisch Минский завод колёсных тягачей, kurz MZKT bzw. МЗКТ, auf Deutsch Minsker Radschlepperwerk). Der vierachsige Lastwagen wird seit 1989 in verschiedenen Varianten produziert und ist zum Ziehen von Sattelaufliegern mit einem Gesamtgewicht von bis zu 97 Tonnen ausgelegt. Das Fahrzeug wird sowohl militärisch – als Panzertransporter – als auch zivil genutzt.

## Fahrzeuggeschichte

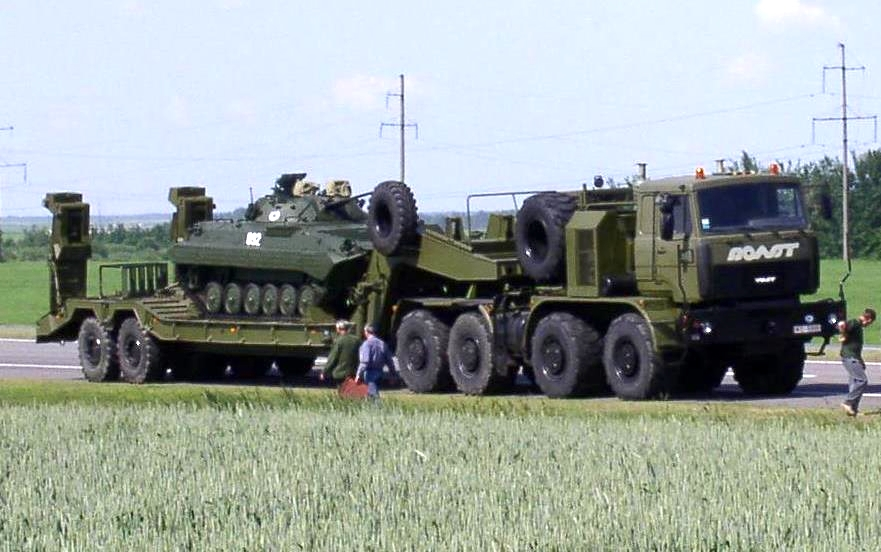
Dasselbe Fahrzeug von der anderen Seite (2006)

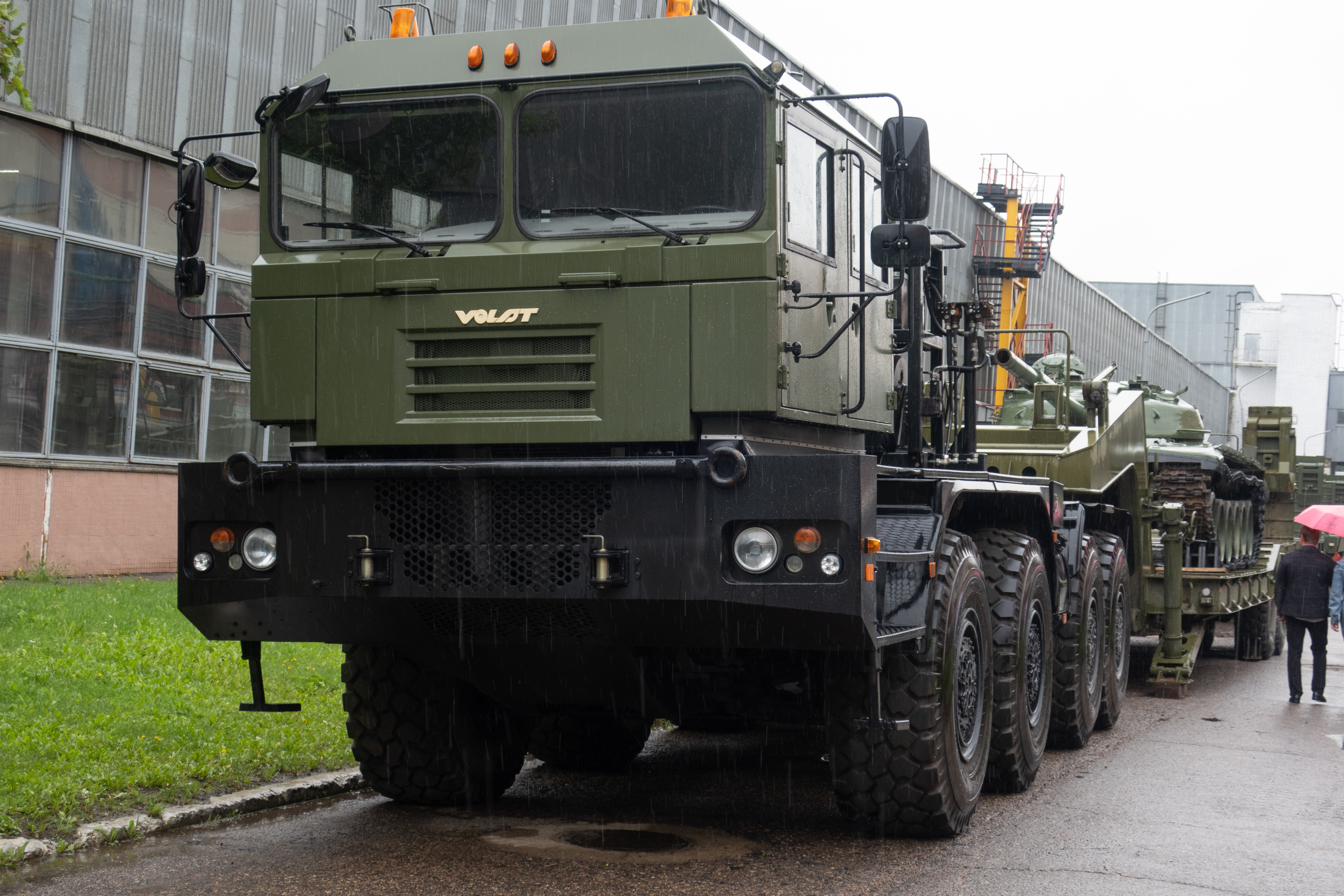
MZKT-742960 auf dem Werksgelände (2019)

Das Minski Sawod Koljosnych Tjagatschei begann 1989 mit der Fertigung des MZKT-7429. Er ist für 44 Tonnen zulässiges Gesamtgewicht der Zugmaschine ausgelegt und kann Auflieger mit einem Gesamtgewicht von 70 Tonnen ziehen. Wie viele andere Fahrzeuge des Herstellers hat dieser Lastwagen ebenfalls Allradantrieb, alle vier Achsen sind einzeln bereift.
Als Antrieb dient bei aktuellen Exemplaren aus der zivilen Fertigung ein V8-Viertakt-Dieselmotor vom Typ JaMZ-8424.10, der im Jaroslawski Motorny Sawod gefertigt wird. Bei 17,24 Litern Hubraum leistet er 470 PS (346 kW) und hat ein Nenndrehmoment von 1864 Nm. Der Lkw hat ein mechanisches Schaltgetriebe mit neun Vorwärtsgängen und einem Rückwärtsgang, ebenfalls von JaMZ. Die Bremsanlage arbeitet mit Druckluft, zusätzlich ist eine Motorstaubremse eingebaut. Die Kabinen entsprechen bei den älteren Versionen denen des MAZ-5336 aus dem Minski Awtomobilny Sawod. Sie werden in gleicher Optik auch bei anderen Lastwagen des Herstellers verwendet. Im Inneren befinden sich zwei Sitzplätze und zwei Schlafplätze. Bei den jüngeren militärischen Versionen werden komplett neu entworfene Fahrerhäuser verwendet.
Die militärischen Varianten des Lastwagens sind technisch für eine Zuladung (Sattellast) von bis zu 27 Tonnen bei ebenfalls etwa 27 Tonnen Eigengewicht ausgelegt. Ist das Fahrzeug voll ausgelastet, beträgt die Achslast hinten jeweils 15,7 Tonnen und damit mehr, als zum Beispiel in Deutschland im öffentlichen Straßenverkehr zulässig wäre. Die zulässige Achslast des Sattelaufliegers MZKT-999430, der in Verbindung mit dem Fahrzeug genutzt wird, beträgt sogar 23,4 Tonnen. Wie auch andere Sattelzugmaschinen des Herstellers ist der Lkw breiter als drei Meter und überschreitet damit deutlich die in der Europäischen Union zulässigen Abmaße für Nutzfahrzeuge.
MZKT bietet mit dem MZKT-7401 im zivilen Sektor ein technisch ähnliches Fahrzeug an, das aber kleiner und mit einem schwächeren Motor ausgestattet ist.

## Modellvarianten
Im Laufe von fast 30 Jahren Produktion entstanden immer wieder neue Varianten des Fahrzeugs, sie werden durch zusätzliche Ziffern am Ende der Typenbezeichnung gekennzeichnet. Die nachfolgende Liste erhebt keinen Anspruch auf Vollständigkeit.
- MZKT-7429 – Grundversion mit russischem Motor und 470 PS, gebaut seit 1989,[1] heute auch als MZKT-742900 bezeichnet.[2]
- MZKT-74291 – Neueste Version mit 600 PS und bis zu 90 Tonnen Nutzlast.
- MZKT-74295 – Ab 1996[1] gebaute Version mit Motor von Mercedes-Benz. An die Türkischen Streitkräften wurden 130 Exemplare ausgeliefert.
- MZKT-742952 – Ab 1998 gebaute Variante mit Motor von Deutz und 544 PS. Für 50 Tonnen Nutzlast bestimmt.[10]
- MZKT-742953 – Seit 2000 gebaute Version mit neuer Kabine für sechs Personen und einer Nutzlast von 70 Tonnen. Als Motor wird ein Mercedes-Benz OM 444 LA verwendet.[6]
- MZKT-74296 – Version mit Deutz-Motor (544 PS) und neuer Kabine, Sattelzug ausgelegt für 59 Tonnen Nutzlast (104,5 t zulässiges Gesamtgewicht).[11]

## Technische Daten
Für den aktuellen zivilen MZKT-742900, wie ihn der Hersteller Mitte 2018 anbot.
- Motor: Achtzylinder-Viertakt-Dieselmotor
- Motortyp: JaMZ-7511
- Leistung: 470 PS (346 kW) bei 2100 min−1
- Hubraum: 17.240 cm³
- Bohrung: 140 mm
- Hub: 140 mm
- Drehmoment: 1864 Nm bei 1300–1500 min−1
- Getriebetyp: mechanisches Neunganggetriebe mit Rückwärtsgang
- Untersetzungsgetriebe: zweistufig, mechanisch
- Höchstgeschwindigkeit: 70 km/h
- Tankinhalt: 3 × 385 l
- maximal befahrbare Steigung: 36 % bei Volllast
- Bremse: Zweikreis-Druckluftbremse + Motorbremse
- Antriebsformel: 8×8

Abmessungen und Gewichte
- Länge: 9519 mm
- Breite: 3070 mm
- Höhe: 3760 mm
- Höhe über Kabine: 3500 mm
- Radstand: 2200 + 2650 + 1700 mm
- Spurweite vorne und hinten: 2370 mm
- Bodenfreiheit: 400 mm
- Wendekreis: 30 m
- Reifengröße: 1500×600-635
- Höhe Sattelplatte: 1970 mm
- Durchmesser Königszapfen: 100 mm
- Leergewicht: 20.900 kg
- zulässige Sattellast: 23.000 kg
- zulässiges Gesamtgewicht (Zugmaschine): 44.050 kg